# فردریک سودرینگ
فردریک سودرینگ (دانمارکی: Frederik Sødring; ۳۱ مهٔ ۱۸۰۹ – ۱۸ آوریل ۱۸۶۲) نقاش اهل دانمارک بود. او در منظره‌نگاری دست داشت و آثارش متأثر از سبک رمانتیک یوهان کریستین دال بود.

## نگارخانه

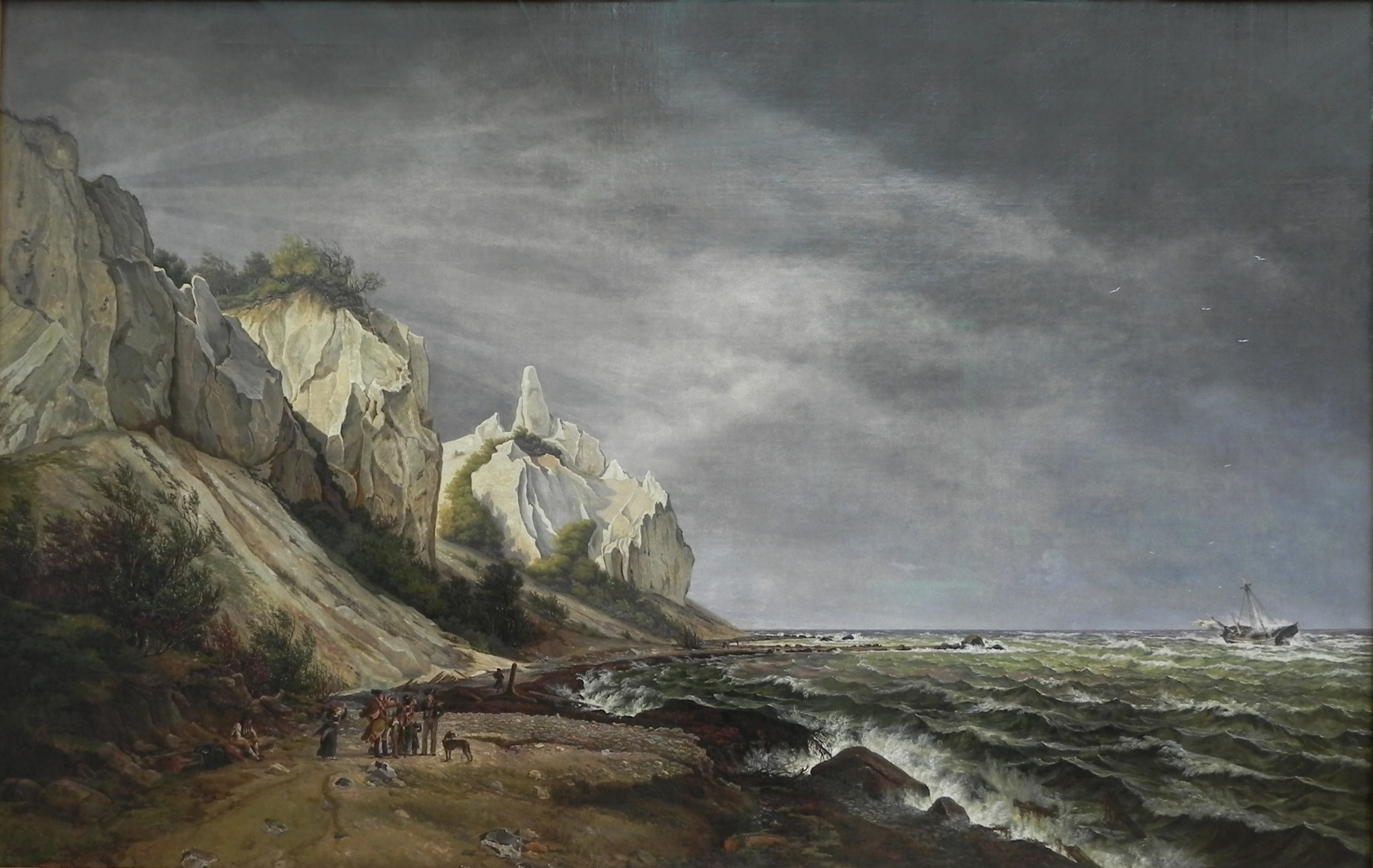
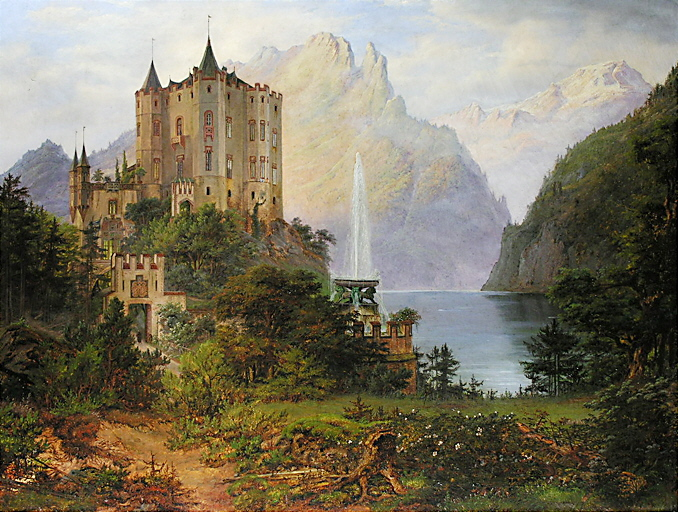
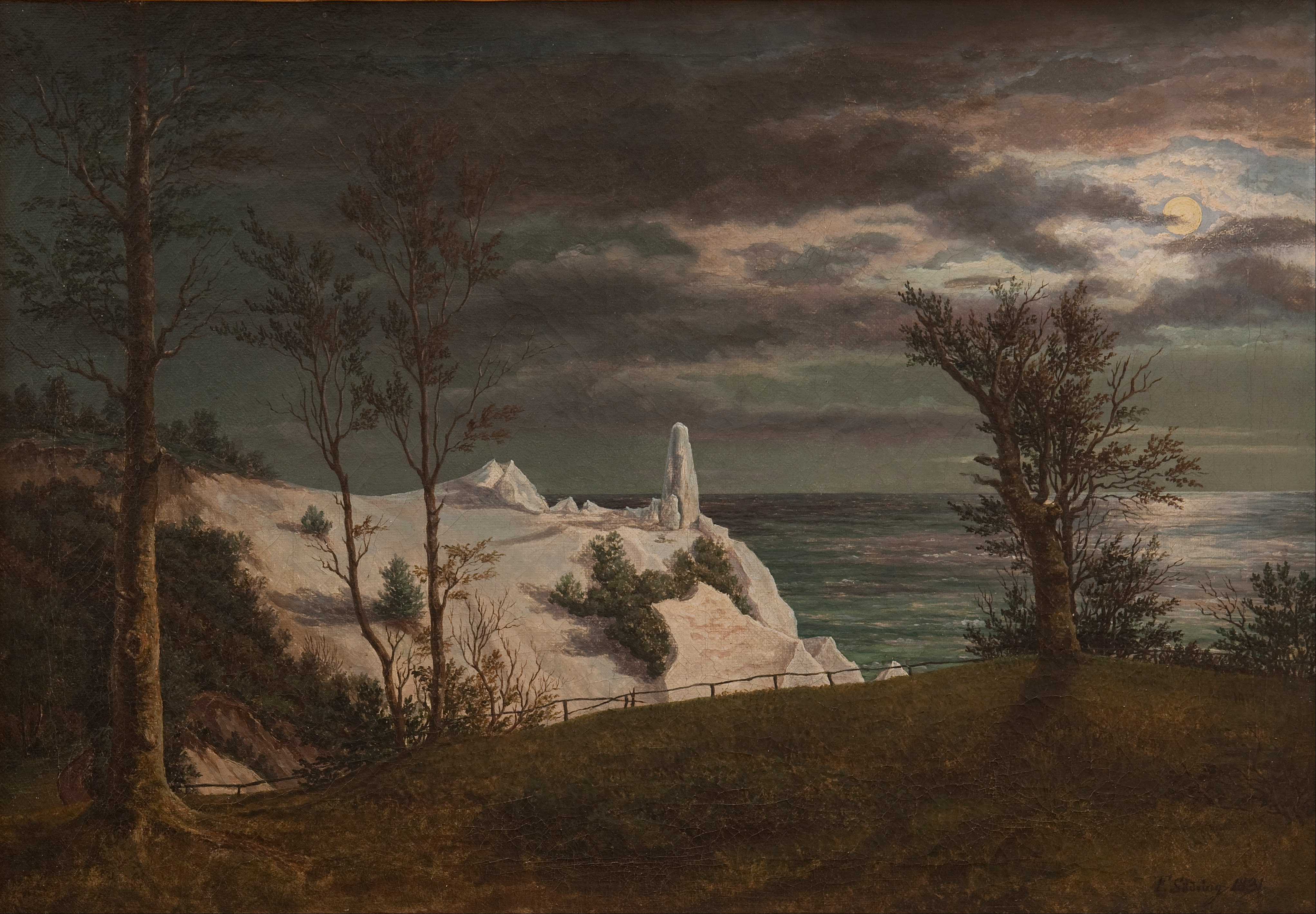